# ليزا آن
ليزا آن كوربورا (ولدت في 9 مايو 1972)، والمعروفة مهنيًا باسم ليزا آن، هي ممثلة أفلام إباحية أمريكية معتزلة وشخصية إذاعية. عملت أيضًا كمخرجة ووكيلة مواهب. قامت بتقليد الحاكمة السابقة لولاية ألاسكا سارة بالين في ستة أفلام للكبار وفيديو موسيقي. وهي عضو في قاعة الشهرة التابعة لجوائز شبكة أخبار الترفيه للبالغين، ونادي نقاد الترفيه الجنسي، وجوائز أوربان إكس. وقد وُصفت بأنها واحدة من أكثر ممثلات الأفلام الإباحية شهرة ونجاحًا في العالم.
اعتزلت ليزا آن العمل في مجال الإباحية عام 1997 بسبب مخاوف من انتشار فيروس نقص المناعة المكتسب (الإيدز) في هذا القطاع، لكنها عادت إلى التمثيل في فبراير 2006. في عام 2008، أدّت دورًا باسم "سيرا بايلين"، وهو نسخة ساخرة من المرشحة الجمهورية لمنصب نائب الرئيس سارة بالين، في فيلم أنتجته شركة هاسلر فيديو (Hustler Video) بعنوان "من الذي يضاجع بايلين؟" (Who's Nailin' Paylin?)، والذي أُصدر يوم الانتخابات. وقد فاز فيلمها الذي أخرجته بعنوان "ثورة الأمهات المغريات" (MILF Revolution)، والصادر عام 2013، بجائزة AVN لعام 2014 لأفضل إصدار في فئة "الأمهات المغريات".
في ديسمبر 2014، أطلقت شركة استشارية بعنوان "معسكر تدريب نجمات الإباحية"، كما أعلنت عن اعتزالها الأداء في الأفلام الإباحية. وخضعت بعد ذلك لعملية تصغير للثدي عقب تقاعدها الثاني من صناعة الترفيه الجنسي. وبعد أربع سنوات، في عام 2018، أعلنت عن عودتها إلى المجال، ووقّعت عقدًا مع شركة الإنتاج الملاك الشرير.
قبل أن تبدأ مسيرتها في مجال الترفيه للبالغين، ظهرت ليزا آن كـ"فتاة سنابل" في برنامج عرض هوارد ستيرن. كما أدّت دور سارة بالين في الفيديو الموسيقي لأغنية "لقد صنعناك" لمغني الراب الأمريكي إمينيم. وقد أدّت صوت شخصية تُعرف باسم "عاهرة رقم 2" في لعبة الفيديو سرقة السيارات الكبرى 5 (Grand Theft Auto V)، التي صدرت في سبتمبر 2013. وظهرت أيضًا إلى جانب رايفنس وكوري تشايس في الحلقة السابعة من الموسم الرابع لمسلسل "المليارات" الذي عرض على قناة شوتايم. في عام 2013، قدمت برنامجًا إذاعيًا على منصة سيريوس إكس إم بعنوان "مدينة الراقصات". وفي أوائل عام 2016، بدأت بالمشاركة في بطولات البيسبول الخيالية. أما في عام 2023، فقد بدأت التعاون مع بريت رايبولد في برنامج إذاعي بعنوان "نصفان أفضل" على سيريوس إكس إم، وهو برنامج أسبوعي فكاهي يأخذ شكل جلسة علاجية يستكشف موضوعات المواعدة والجنس والعلاقات.

## روابط خارجية
- ليزا آن على موقع IMDb (الإنجليزية)
- ليزا آن على موقع ألو سيني (الفرنسية)
- ليزا آن على موقع قاعدة بيانات الفيلم (الإنجليزية)
- ليزا آن على موقع كينوبويسك (الروسية)